# Guy Greville, 9. Earl of Warwick
Guy David Greville, 9. Earl of Warwick, 9. Earl Brooke (* 30. Januar 1957) ist ein britischer Peer und Politiker.

## Leben und Karriere
Greville war der einzige Sohn von David Greville, 8. Earl of Warwick, aus dessen Ehe mit Sarah Anne Chester Beatty. Als Heir apparent seines Vaters führte er ab 1984 den Höflichkeitstitel Lord Brooke. Er besuchte die Eliteinternate Eton College in Berkshire und École des Roches in der Normandie.
Beim Tod seines Vaters am 20. Januar 1996 erbte er dessen Titel als 9. Earl of Warwick, 9. Earl Brooke und 16. Baron Brooke, sowie den damit verbundenen Sitz im House of Lords. Er verlor den Parlamentssitz im November 1999 mit Inkrafttreten des House of Lords Act 1999.

## Ehe und Nachkommen
Greville war seit dem 25. Juni 1981 mit Susan McKinley Wilson verheiratet. Mit ihr hat er einen Sohn, Charles Fulke Chester Greville, Lord Brooke (* 1982). Im Oktober 1996 heiratete er Louisa Heenan.